# República constitucional
Una república constitucional es, en política, una forma de estado que opera bajo el sistema de separación y equilibrio de poderes y la representación política de los ciudadanos, donde ambos poderes son elegidos por los ciudadanos, excluyendo todas las demás formas de nominación, y que sus decisiones están sujetas a control por parte de una judicatura independiente.
La diferencia de la república constitucional con otras formas de estado consiste en que en esta el poder ejecutivo ha de ser legitimado mediante elección por sufragio directo, sin que pueda ser designado por el poder legislativo y cuenta con una administración judicial independiente, ningún poder puede ejercer los poderes ejecutivo, legislativo y judicial al mismo tiempo. La división del poder estatal en tres poderes separados por sus competencias, solo están divididos si no es simple separación de funciones en un mismo poder estatal. Si el poder legislativo elige entre su seno a un equipo de gobierno para que dirija la acción del poder ejecutivo, como lo indicó Montesquieu, no hay separación de poderes, ni posibilidad de libertad política.

## Concepto

### Origen

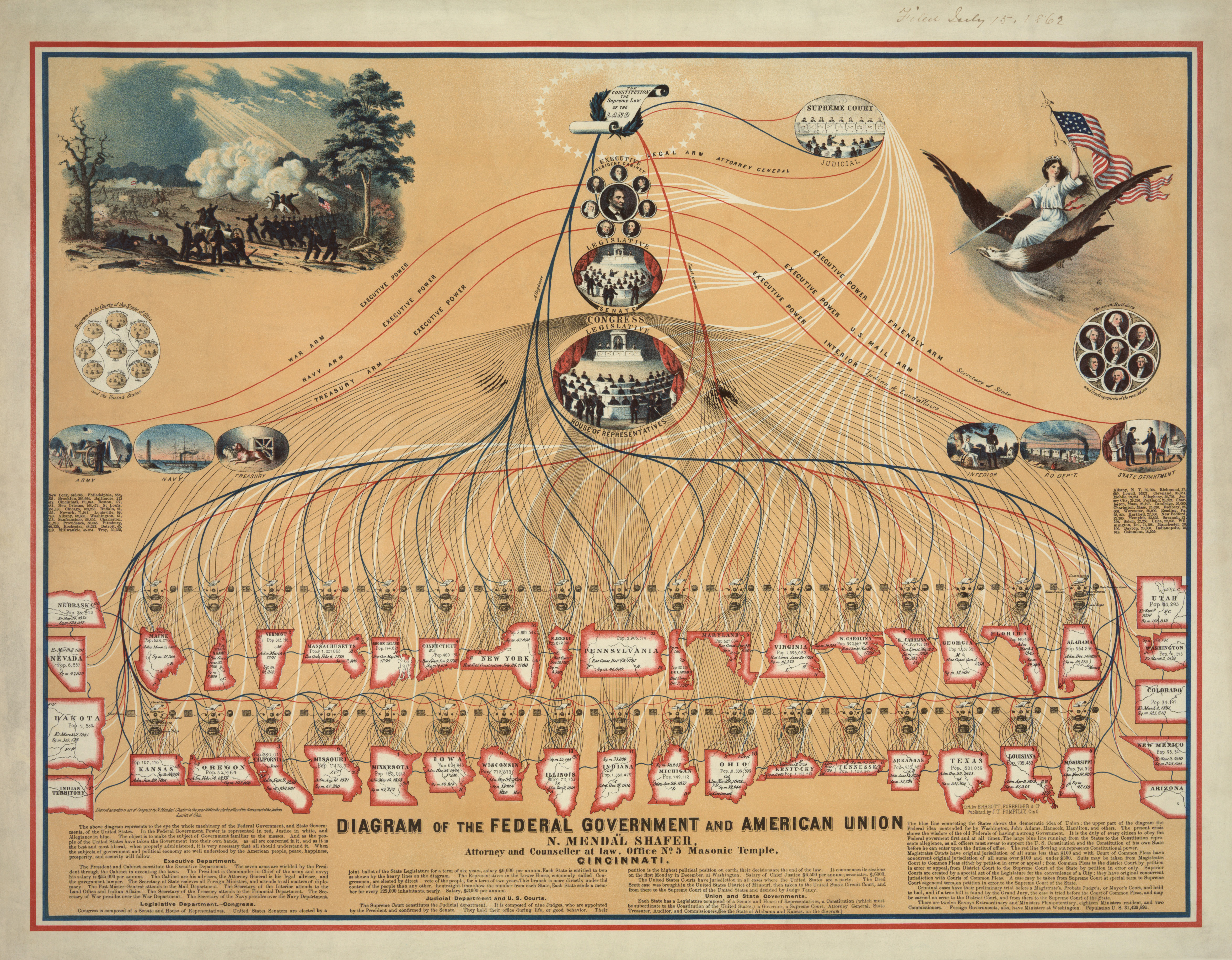
Diagrama de la República federal de los Estados Unidos, la primera república constitucional

Los Estados Unidos es la república constitucional más antigua del mundo. Con la ratificación de la Constitución de los Estados Unidos se creó por primera vez un poder ejecutivo elegido mediante el voto popular que sustituye a la figura del monarca de la Monarquía Constitucional para equilibrar al poder de la representación, instaurando una democracia representativa en la forma de gobierno, con la elección por sufragio directo y separado de los titulares transitorios y renovables de los poderes políticos.
Aunque una república constitucional no cuenta con una forma de gobierno equivalente de una democracia pura, conserva elementos democráticos esenciales, como la capacidad de los ciudadanos para elegir a sus gobernantes y en este caso, también el derecho de elegir representantes debido al extenso territorio y diversas poblaciones de los estados modernos que hace difícil la participación directa de los ciudadanos en los asuntos nacionales.
Según James Woodburn en The American Republic and Its Government, "la República constitucional, con sus limitaciones al gobierno popular está claramente concebida las disposiciones de la Constitución de los Estados Unidos, como se ve en la elección del presidente, el Senado y el nombramiento de los miembros de la Corte Suprema". Woodburn dice que en una república constitucional (democracia representativa), a diferencia de una democracia directa, las personas no solo están reguladas al elegir funcionarios sino también al hacer leyes mediante sus representantes. Existe una Declaración de Derechos en la Constitución de los EE. UU. Que protege ciertos derechos individuales. Los derechos individuales enumerados en la Carta de Derechos no pueden ser votados por la mayoría de los ciudadanos si desean oprimir a una minoría que no está de acuerdo con las restricciones a la libertad que desean imponer.
John Adams define una república constitucional como "un gobierno de la ley, y no el gobierno del pueblo". Del mismo modo, el poder de los funcionarios del gobierno está controlado para que nadie mantenga todos los poderes ejecutivo, legislativo y judicial. Por el contrario, estos poderes se dividen en sectores discretos que sirven como un sistema de controles y equilibrios. Una república constitucional tiene la forma de "ninguna persona o grupo puede obtener el poder absoluto".

### república constitucional y república parlamentaria
La expresión “república constitucional” se utilizó durante la Revolución francesa para designar cualquier régimen basado en una constitución, que reconocía la necesidad de la separación de poderes y la representación nacional. Luego se opuso a la república militar, dirigida por líderes militares.
La expresión es especialmente utilizada por Édouard Lefebvre de Laboulaye, en un sentido cercano a la “república conservadora” de Adolphe Thiers. Sostenía en 1871 que “la república que conviene a Francia es la que se asemeja al gobierno de Estados Unidos y Suiza; Lo califico con una palabra: es la república constitucional”. Se trata entonces de expresar una forma republicana de gobierno basada en la separación de poderes y la elección de representantes (democracia representativa).
Aunque el concepto en la academia se restringe a una república representativa con separación de poderes en equilibrio, el término hoy en día en el lenguaje coloquial se utiliza también para referirse una república parlamentaria bajo una constitución, en la cual al ser parlamentaria no existe la separación de poderes sino únicamente de función al ser el gobierno emanado del parlamento, también es utilizado para describir a repúblicas que formalmente tienen separación de poderes pero en la realidad el ejecutivo cuenta con decretos que abarcan naturaleza legislativa o hay un desbalance de poderes, como en los sistemas hiperpresidencialistas de algunos países de América Latina y el mundo.

### república constitucional y Régimen Constitucional
Paul Reveillère escribió bajo el seudónimo de Paul Brandat en 1871 el libro República constitucional. La frase describe a los Estados Unidos en el sentido de que el país parecía ser el modelo de régimen basado en la constitución.

### República constitucional frente a la república de concejales
Paul Alliès utiliza la expresión república constitucional en contraposición a la república de concejales. Así, critica lo que percibe como el peso del alto funcionariado público en relación con los contrapoderes que deberían ser las asambleas.